# Лондонські дербі
Лондонські дербі (англ. London derbies) — футбольні дербі між командами з Лондона, Англія. Термін використовується для опису як окремих матчів, так і тривалого суперництва уболівальників і клубів.

## Команди Лондона
Станом на сезон 2020/21 райони Великого Лондона представляли 12 професіональних клубів, які грали у Прем'єр-лізі і футбольній лізі Англії :
| Дивізіон                  | клуб                                                                                    |
| ------------------------- | --------------------------------------------------------------------------------------- |
| Прем'єр-ліга              | «Арсенал»; «Челсі»; «Крістал Пелес»; «Тоттенгем Готспур»; «Вест Гем Юнайтед»; «Фулгем». |
| Чемпіонат Футбольної ліги | «Брентфорд»; «Квінз Парк Рейнджерс»; «Міллволл»                                         |
| Перша футбольна ліга      | «Вімблдон»; «Чарльтон Атлетік»;.                                                        |
| Друга футбольна ліга      | «Лейтон Орієнт»                                                                         |
| Національна ліга          | «Барнет», «Бромлі», «Дагенем енд Редбрідж», «Саттон Юнайтед», «Вілдстоун»               |
| Національна ліга Південь  | «Далвіч Гамлет», «Гемптон енд Річмонд Боро», «Веллінг Юнайтед»                          |

## Основні дербі
До найбільш головних протистоянь клубів з британської столиці відносяться:
- Північне лондонське дербі проходить між командами «Арсенал і Тоттенгем Готспур». Ворожнеча між ними почалася з переїзду в 1913 році «Арсеналу» в округ Гайбері в Північному Лондоні і виходу команди в Перший дивізіон в 1919 році. Є найгострішим з усіх міських дербі, оскільки клуби знаходяться один від одного на відстані в 4 милі (6,4 км) в сусідніх боро. Раніше другим за значимістю дербі Північного Лондона були ігри «Барнета» і «Енфілда», учасників Національної Конференції. Однак в 1991 році «Барнет» зміг покинути її, а «Енфілд» був розформований. Виниклі на місці останнього «Енфілд Таун» і «Енфілд 1893» поки не перетиналися з «Барнетом», головним ворогом якого тепер став «Стівенідж» з сусіднього графства «Гартфордшир».
- Суперництво футбольних клубів «Арсенал» і «Челсі» — дербі між найтитулованішими командами Лондона: «Арсеналом» з північного і «Челсі» з західного району міста, значимість якого підвищилася після посилення Челсі в кінці 2000-х років.
- Суперництво футбольних клубів «Тоттенгем Готспур» і «Челсі» — ворожнеча між «Челсі» і північнолондонським клубом «Тоттенгем Готспур», загострилося після матчу в сезоні 2015/16.
- Суперництво футбольних клубів «Міллволл» і «Вест Гем Юнайтед» — команди представляють Південний Лондон і Іст-Енд. Також відомо як Докерське дербі, через історичний зв'язок команд з суднобудівною галуззю на річці Темза. Протистояння виникло на основі ворожнечі лондонських докерів і залишається вельми жорстоким (матчі відзначені насильством і хуліганством), хоча команди зустрічаються не часто через перебування в різних лігах. Цьому дербі було присвячено кілька фільмів, наприклад «Хулігани Зеленої вулиці».
- Дербі Східного Лондона — будь-яка гра між клубами «Лейтон Орієнт», «Вест Гем Юнайтед» і «Дагенем енд Редбрідж», періодичність вельми рідкісна через перебування в різних лігах. Останній матч «Вест Гема» і «Лейтон Орієнт» відбувся в січні 1987 року, «молотобійці» ніколи не зустрічалися на футбольному полі з «Дагенем енд Редбрідж», що виникли в 1992 році через злиття команд «Редбрідж Форест» і «Дагенем». «Лейтон Орієнт» і «Дагенем» періодично зустрічаються в нижчих лігах.
- Дербі Західного Лондона — проходить між командами Брентфорд, «Челсі», «Фулхем» і «Куїнз Парк Рейнджерс». «Брентфорд», «Фулхем» і «Куїнз Парк Рейнджерс» мають багаторічну історію протистояння, однак дві останні команди також вважають своїм головним противником клуб «Челсі». Однак з початку 2000-х років, з моменту посилення команди, вболівальники «Челсі» почали вважати більш важливими суперниками Арсенал, Тоттенхем, Вест Хем, манчестерські Сіті і Юнайтед.
- Дербі Південного Лондона — матчі між клубами «Чарльтон», «Міллволл», «Крістал Пелес» і «Вімблдон». Першорядним противником для «Міллволла» є «Вест Гем», далі, по низхідній, «Крістал Пелас» і «Чарльтон».

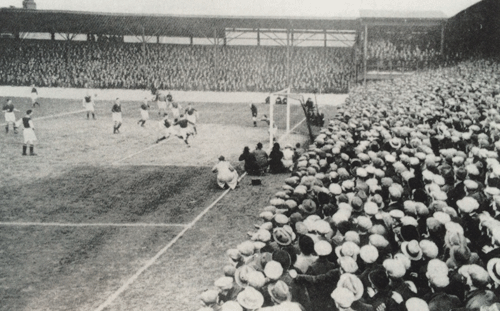
«Міллволл» — «Вест Гем» (1930)
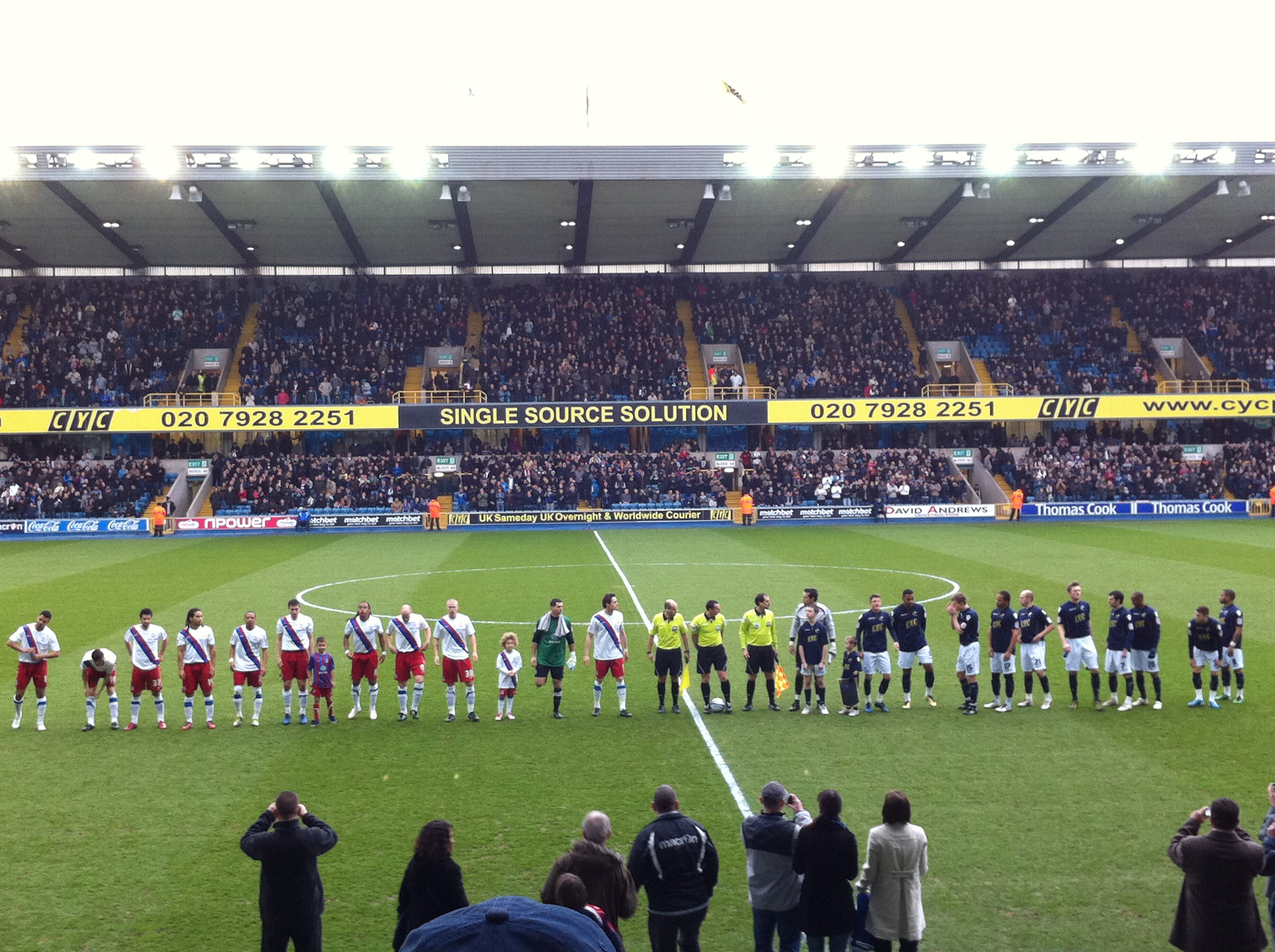
«Міллволл» — «Крістал Пелес» (1 січня 2011)
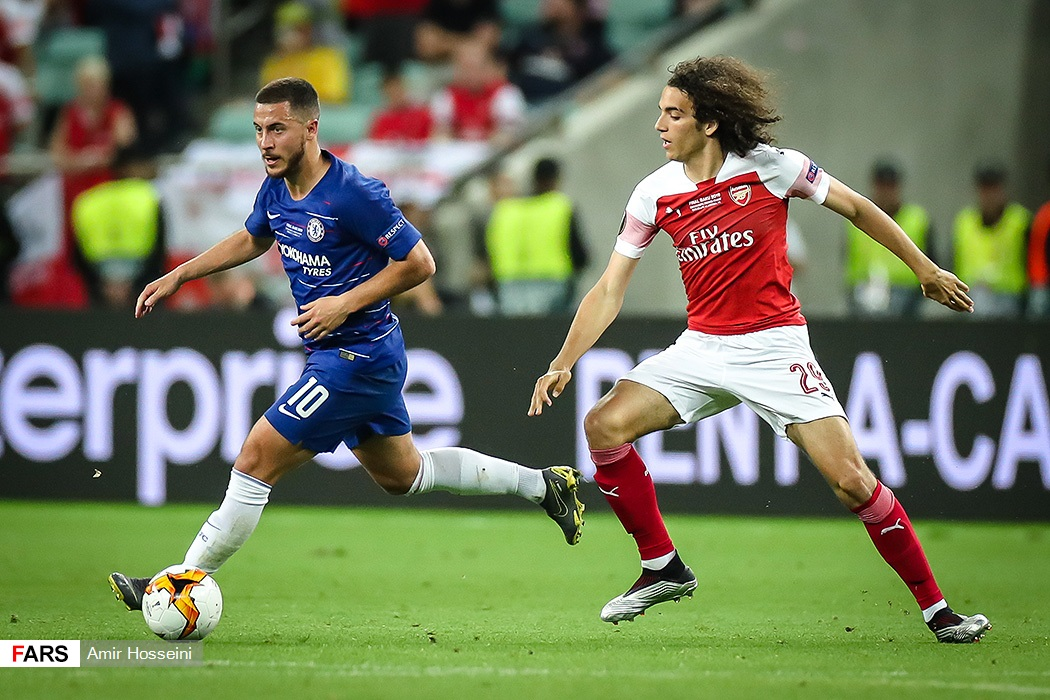
Дербі між «Арсеналом» і «Челсі» у фіналі Ліги Європи УЄФА 2019 року